# 陳萬策 (康熙進士)
陳萬策（1667年—1734年），字對初，又字謙季，室名近道齋，福建省漳州府龍巖縣人。清朝政治人物、詩人、經學家、數學家。

## 生平
自幼聰慧，九歲時就能寫文章。康熙三十二年（1693年），順天鄉試舉人，之後二十六年間會試都未中。康熙五十七年（1718年），陳萬策中戊戌科第二甲第四名進士。點翰林院庶吉士。六十年（1721年）散館，授翰林院編修。
雍正元年十二月十一日（1724年1月6日），以翰林院編修充二年甲辰科湖南鄉試副考官。次年，任翰林院編修充湖南鄉試副考官，升侍講學士。雍正四年（1726年），擢詹事府詹事，六月十七日充浙江鄉試正考官。署理日講起居注官。明年五月十四日，以事降為翰林院檢討。雍正十一年（1733年），降为侍講學士，充任協同教習庶吉士。十二年（1734年），为侍講學士協同教習庶吉士。卒於任上，年六十八。

## 家族
父陳遷鶴。

## 學術
學問淹貫，文筆古茂，跟隨李光地學習，研究經學、六書、九數，都能貫通。協助李光地分修《御纂周易折中》，創製啟蒙諸圖，大多是前人未發表過的。其又修《性理精義》、《欽定詩經傳說彙纂》，擅長寫進奉文。雍正帝即位後奉敕撰〈嗣皇帝祭大行皇帝初二日發引祭文〉、〈初五日首七祭文〉、〈初九日大祭祭文〉、〈景陵聖德神功碑〉等諸祭告文，都能稱旨。張廷玉曾說：「讀陳學士文，輒能發人意。」時常舉陳萬策作為後進學習的榜樣。又曾經跟從梅文鼎學習數學，著《近道齋文集》專論中西方算法的異同，究其所以然。

## 著作
- 《近道齋文集》六卷
- 《館閣絲綸》二卷
- 《詩集》四卷
- 分修《御纂周易折中》
- 纂修《性理精義》
- 纂修《欽定詩經傳說彙纂》
- 奉勅撰〈嗣皇帝祭大行皇帝祭文〉三篇
  - 〈初二日發引祭文〉
  - 〈初五日首七祭文〉
  - 〈初九日大祭祭文〉
- 奉勅撰〈景陵聖德神功碑〉